# Dominique Lebrun (fonctionnaire)
Pour les articles homonymes, voir Dominique Lebrun (homonymie) et Lebrun.
Dominique Lebrun est un haut fonctionnaire français. Inspecteur général de l’administration du développement durable, il a été coordonnateur interministériel pour le développement de l’usage du vélo (dit « Monsieur Vélo ») entre décembre 2011 et décembre 2015.

## Biographie
Dominique Lebrun fait des études de droit public et d’administration publique.
Il occupe différents postes (1986-1988) au cabinet de Pierre Méhaignerie au ministère de l’Équipement avant de devenir chef de bureau à la direction de la sécurité et de la circulation routières de ce même ministère (1988-1991).
Il est ensuite chef du bureau du cabinet des ministres de l’Agriculture Louis Mermaz et Jean-Pierre Soisson (1990-1993), avant de revenir comme chargé de mission pour les affaires européennes et multilatérales à la direction des transports terrestres du ministère de l’Équipement (1993-1997). 
Il est ensuite affecté à Réseau ferré de France où il exerce diverses fonctions de 1997 à 2002.
Il entre en août 2002 au cabinet de Gilles de Robien d'abord au ministère de l’Équipement puis au ministère de l’Éducation nationale, de l’Enseignement supérieur et de la Recherche jusqu'en mai 2006. 
Admis dans le corps des administrateurs civils en 1992, il devient inspecteur général de l’équipement en 2005 avant d’être intégré dans le corps des inspecteurs généraux de l’administration du développement durable.
La fonction de coordonnateur interministériel pour le développement de l’usage du vélo a été instituée par le Premier ministre par décret n°2006-444 du 14 avril 2006, et le président de la République a nommé Dominique Lebrun à ce poste, où il succède au créateur de la fonction Hubert Peigné, par décret du 28 décembre 2011. Il est remplacé par Sylvie Banoun en juin 2016.

### Fonctions électives
Dominique Lebrun est élu local de 1995 à 2020, adjoint (Nouveau Centre) au maire de Saint-Cloud (Hauts-de-Seine).
Il est premier adjoint au maire de Saint-Cloud (UDI) de 2014 à 2020.